# Gramatica occitana segon los parlars lengadocians
La Gramatica occitana segon los parlars lengadocians és una obra substancial i cabdal per a l'elaboració de la norma escrita de l'occità modern; la qual és majoritària hui mateix (se'n diu norma alibertina o clàssica). Fou escrita pel farmacèutic i lingüista audenc Loís Alibèrt, admirador de la tasca duta a terme per Pompeu Fabra respecte al català.

## Història
La Gramàtica va aparéixer primer en fascicles entre 1931 i 1934 a la Revista Òc. El 1935 la Generalitat de Catalunya, mitjançant l'Oficina de Relacions Meridionals dirigida per Josep Carbonell i Gener, la va editar a Barcelona. Aquesta edició per causa de la guerra civil va ser de molt mal trobar posteriorment.
El 1976 es va reeditar una segona edició revisada pel lingüista Ramon Chatbèrt i a càrrec del Centre d'Estudis Occitans de la Universitat Pau Valèri (Paul Valéry) de Montpeller. El 2000 l'Institut d'Estudis Occitans conjuntament amb l'Institut d'Estudis Catalans en varen traure una tercera edició.

## La seua dimensió i influència
Aquesta gramàtica és un dels punts de partida més importants per al desenvolupament de l'occitanisme actual. Recuperant i millorant l'obra de Prospèr Estieu i Antonin Perbòsc la gramàtica d'Alibèrt, basada en la grafia medieval, oferia aleshores un codi gràfic flexible per al dialecte llenguadocià delimitant clarament alhora la variació acceptable (per exemple nuèit/nuèch o fins i tot nuòch) i les grafies que s'havien d'eliminar (com nèit…). L'autor mateix esperava a més que s'aplicara aquesta base normativa a tot el conjunt occità. La referència explícita d'Alibèrt per bastir la seua gramàtica era la Gramàtica Catalana de Pompeu Fabra i l'autor volia que la seua obra assolira el mateix grau d'acceptació i de succés a la societat occitana que la que va obtenir l'obra de Fabra als Països Catalans.
Ultra els seus mèrits descriptius i normatius, la gramàtica d'Alibèrt es distingeix clarament de les obres anteriors pel fet de ser una de les primeres obres científiques escrites en occità, la qual cosa dignifica l'ús de l'idioma a dominis que no eren artístics o literaris.
La grafia establerta així per Alibèrt s'anomena grafia clàssica, normalitzada o alibertina (s'oposa a la grafia francitzant de Frederic Mistral, dita norma mistralenca). La grafia alibertina va ser adaptada després per Pèire Bèc al gascó i al provençal per Robèrt Lafont. És la base dels estudis de normativització del llenguadocià i de les modificacions ulteriors que va aprovar i difondre el Conselh de la Lenga Occitana. La Gramatica occitana també és el punt de partida d'obres diverses entre les quals cal destacar Lo vèrb occitan/le verbe occitan de Patric Sauzet i Josiana Ubaud (1995) i el Diccionari ortografic de l'autora susdita.
Aquest llibre també té un interès particular des del punt de vista dialectològic, ja que hi apareix anotada una gran part de la variació del dialecte llenguadocià.